# Georg Christoph Eimmart
Georg Christoph Eimmart, född 22 augusti 1638, död 5 januari 1705, var en tysk konstnär, mekaniker och lärd. Han var son till Georg Christoph Eimmart den äldre
Georg Christoph Eimmart blev 1674 meddirektör vid den nygrundade målarakademin i Nürnberg, och avböjde 1683 en inbjudan att bli hovkopparstickare hos Karl XI i Sverige.
Som lärd gjorde sig Eimmart särskilt känd inom astronomin genom en hel rad skrifter och viktiga förbättringar i den tekniska utrustningen för astronomer.
Han utförde en stor mängd teckningar och stick för bokverk, bland annat för Christoph Weigels Bilderbibel (1691) och för Johann Zahns Mundus mirabilis (1697), David Klöcker Ehrenstrahls Disa, ett aktverk, prospekter av Nürnberg, jämte porträtt och bibliska motiv.